# Parque nacional Heathcote
El Parque Nacional Heathcote es un parque nacional en Nueva Gales del Sur (Australia), ubicado a 34 km al suroeste de Sídney.

## Datos
- Área: 23 km²
- Coordenadas: 34°07′49″S 150°58′17″E / -34.13028, 150.97139
- Fecha de Creación: 1 de octubre de 1967
- Administración: Servicio Para la Vida Salvaje y los Parques Nacionales de Nueva Gales del Sur
- Categoría IUCN: II

## Véase también

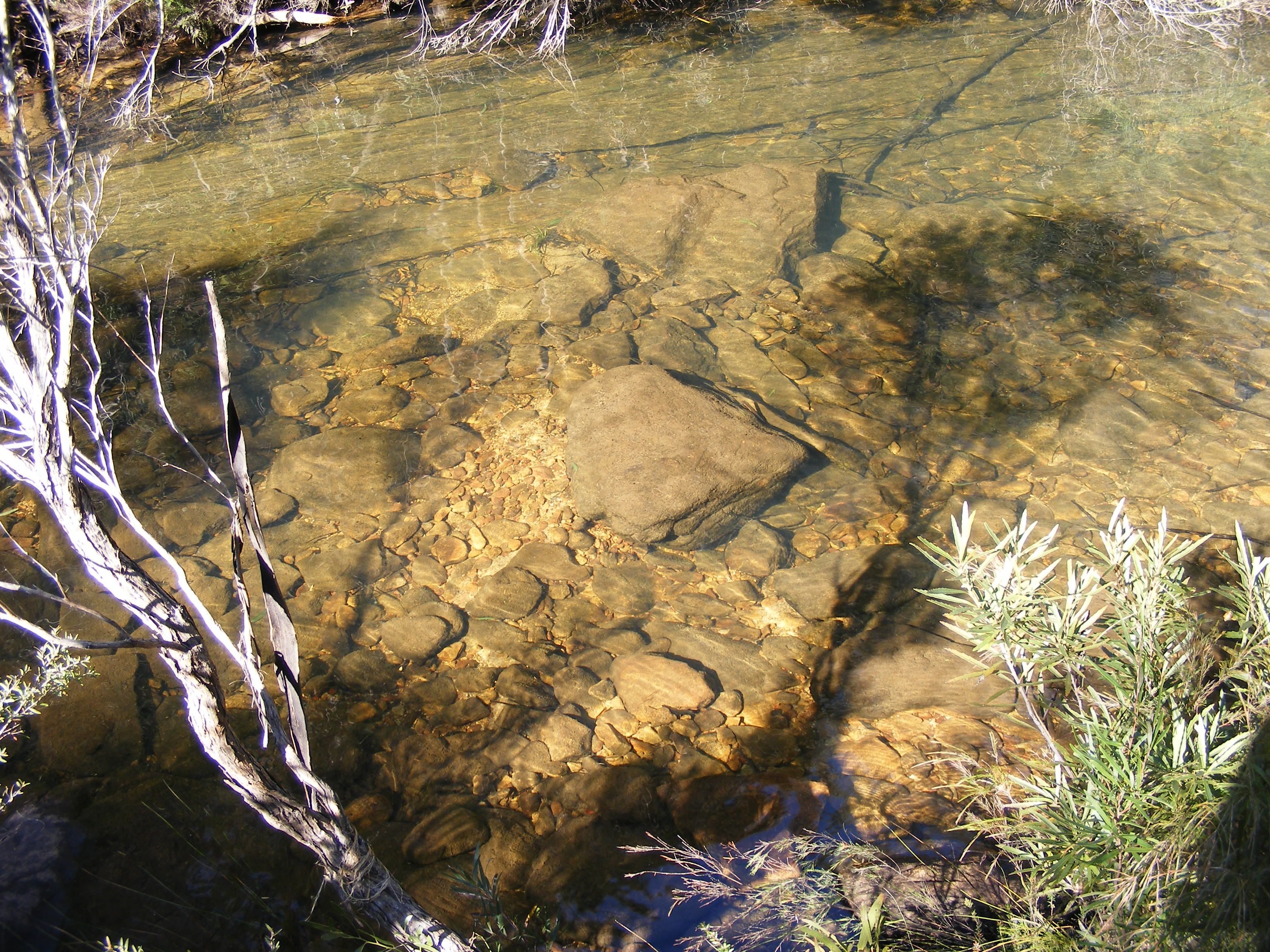
Heathcote National Park.